# Dance!, la fuerza del corazón
Dance!, la fuerza del corazón es una telenovela uruguaya, producida por PowWow Media y Canal 10 en Montevideo, Uruguay, en la que se entrelazan distintas historias de amor, drama y baile. Se estrenó el 22 de agosto de 2011, y se emitió de lunes a viernes a las 19:00 (UTC-3). Finalizó el 9 de diciembre del mismo año. Fue creada por Bill Borden y Barry Rosenbush, creadores de la franquicia mundial "High School Musical", es protagonizada por Mónica Galán, Isabel Macedo, Juan Gil Navarro, Maximiliano Ghione, Cristina Alberó, Mirella Pascual, Eva De Dominici, Justina Bustos y Pablo Robles. La autora es Patricia Maldonado.

## Argumento

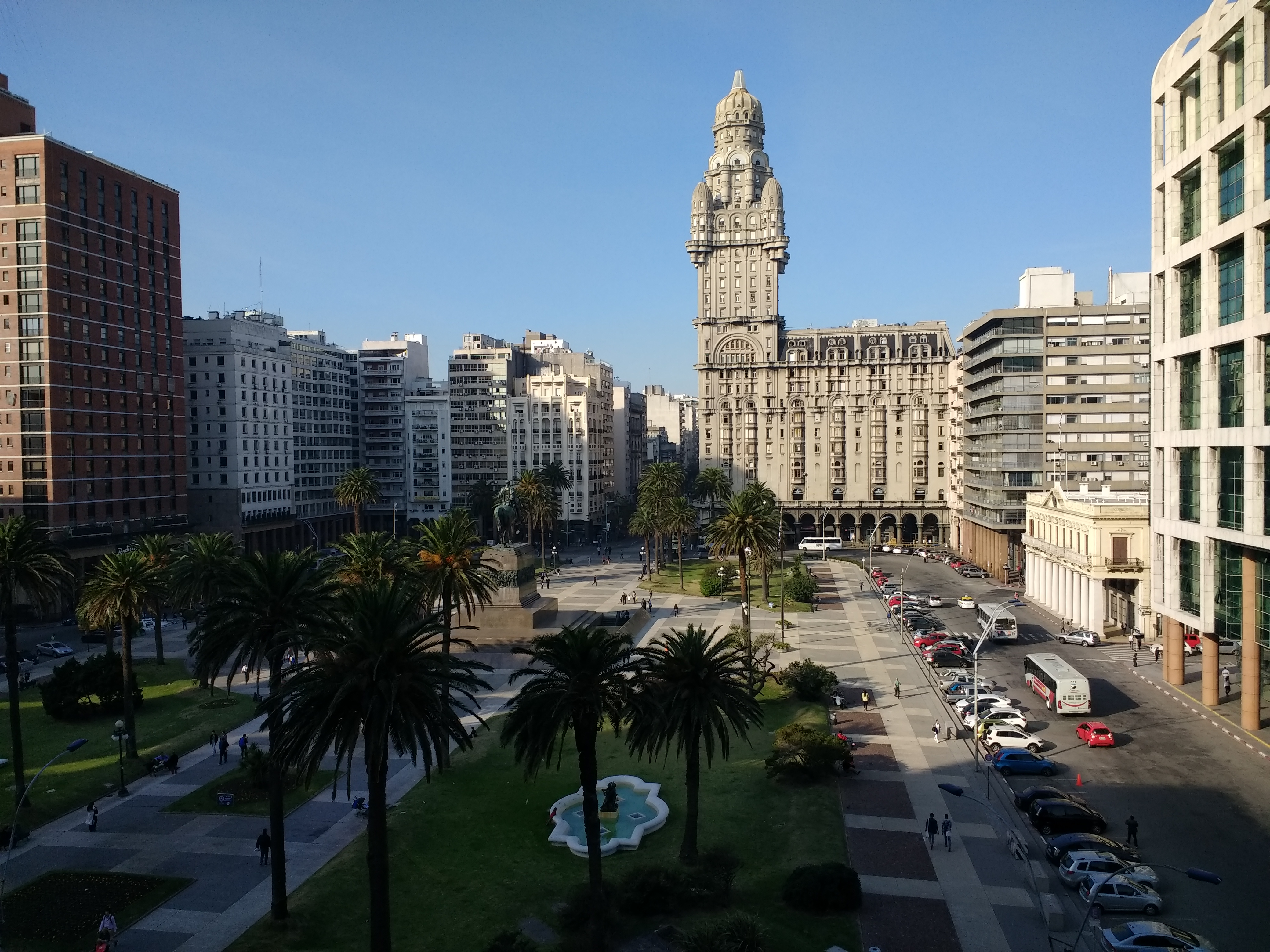
Montevideo; principal localización de grabaciones de Dance!

"Dance!" cuenta la historia de cuatro mujeres de tres generaciones distintas. Primero está la abuela Estela Redondo (Mónica Galán), una gran bailarina retirada y dueña de su propia academia de danza. Luego, Laura "Pekas" Redondo (Isabel Macedo), hija de Estela, una mujer luchadora, y reconocida coreógrafa con dos exmaridos: Ricardo Gutiérrez (Juan Gil Navarro) y Jimmy Pereyra (Maximiliano Ghione). Por último, Miranda (Justina Bustos), hija de Laura y Ricardo, talentosa cantante y bailarina, y Gala (Eva De Dominici), hija de Laura y Jimmy, una chica segura que siempre logra lo que quiere y demuestra su pasión por el baile.
La historia comienza cuando las Redondo se preparan para las audiciones de la academia de danza de Estela. Laura sería jurado, y las dos chicas audicionarían, al igual que muchísimos chicos más para formar parte de la academia. Gala y Miranda audicionan y son elegidas debido a su gran talento y diferentes estilos de baile: Miranda clásico, y Gala moderno. 
Cuando Gala, se dirige hacia la academia se encuentra con un chico trepado a la reja de la misma. Este chico es Ramiro (Gonzalo de Cuadro), un talentoso bailarín que nunca había tenido la oportunidad de mostrar su talento debido a que desde muy chico sus padres lo abandonaron y tuvo que formar parte de un grupo de chicos huérfanos recolectores llamados "Los Desechos", liderados por Violeta (Chachi Telesco). Gala le ofrece a Ramiro una beca en la academia de su abuela y desde ese momento se vuelven mejores amigos. Esto no le gusta nada a Renata (Thelma Fardín), integrante también de "Los Desechos", ya que toda su vida Ramiro había sido su mejor amigo y con la llegada de Gala a sus vidas todo había cambiado. Al principio Renata la juzga a Gala pero luego de conocerla se da cuenta de que es una gran chica y se vuelven muy amigas.
En la academia, todo se ve revolucionado por la noticia de que la obra de Broadway "Hacia adelante" se llevaría a cabo con la dirección de Estela, y que los bailarines que formarían parte de dicho emprendimiento serían los alumnos de la academia.
A partir de esa noticia comienzan las audiciones para la obra. El grupo de Miranda, formado por sus amigos Ciro (Pablo Arias), Lucía (Julia Middleton), Clara (Giselle Motta), queda en la obra después de la segunda audición. Lo mismo sucede con el grupo de Gala, formado por Ramiro (Gonzalo de Cuadro), Vicky (Jimena Sabaris), Federico (Diego Viquez), Martu (Julieta Bartolomé), Matías (Ezequiel Rojo) y Lucas (Gabriel Segredo).
Desde el primer momento ya se empiezan a divisar parejas en "Dance!". Durante los primeros capítulos, Laura mantiene una relación con Manuel (Francisco Andrade), un alumno de la academia que además es bastante menor que ella, pero después lo deja porque no se siente cómoda estando en pareja con un chico que tiene casi la edad de sus hijas. Por otro lado, Miranda se pone de novia con Javier (Rodrigo Raffeto), un chico que trabaja como mano derecha de su papá en el partido. Gala, en una visita al bar de su papá, se cruza con Nacho (Augusto Schuster) y se enamora de él inmediatamente. Jimmy le pide a Nacho que se infiltre en la academia y cuide de su hija en los momentos en los que él no puede. Nacho acepta pero con el tiempo se empieza a enamorar de Gala. Esto es un problema para él porque enamorarse de ella sería como defraudar a Jimmy, por lo que le inventa a Gala que no puede estar con ella porque es gay y su pareja es Lucas. Luego de un tiempo Nacho y Lucas acaban con esta mentira diciendo que se "habían separado". Por otra parte, Renata, que estaba saliendo con Fede, decide dejarlo porque a Fede le daba vergüenza presentarle a Renata a su familia. Cuando lo deja, Renata se empieza a acercar a Lucas, y Federico a Martu, a la que usa de pantalla para que sus padres no sospechen que está enamorado de Renata. Al final, Fede y Renata vuelven porque se dan cuenta de que no pueden estar separados y Fede enfrenta a sus padres. Gala intenta olvidarse de Nacho con la llegada de Teo (Francisco Donavan) a su vida, un chico que acaba de perder a su mamá y sus planes son acercarse a Gala para llegar a Jimmy por alguna razón que desconocemos. Teo se encuentra más cerca de Miranda que de Gala ya que con Miranda comparten la pasión más grande de sus vidas: la música. Esto no le gusta ni a Gala ni a Javier, ya que sospechan que entre ellos dos hay algo más que una amistad, aunque Miranda se lo niegue hasta a ella misma.
Estela descubre que tiene una enfermedad que si no trata a tiempo podría ser terminal. Decide escondérsela a todos, pero a pesar de esto Gabe (Mirella Pascual) se entera, su mejor amiga de toda la vida, la cual vive en la casa de las Redondo. Gabe accede a mantener el secreto y fingir que la que está enferma es ella. A su vez, intenta convencer a Estela de que se opere. Finalmente lo consigue y viajan las dos a Chicago a realizar la operación.

## Elenco y personajes

### Elenco adulto
| Actor/Actriz       | Personaje                 |
| ------------------ | ------------------------- |
| Isabel Macedo      | Laura "Pekas" Redondo     |
| Mónica Galán       | Estela Redondo            |
| Juan Gil Navarro   | Ricardo Gutiérrez         |
| Maximiliano Ghione | Guillermo "Jimmy" Pereyra |
| Cristina Alberó    | Sandra                    |
| Mirella Pascual    | Gabe                      |
| Pablo Robles       | Miguel "Mickey"           |

### Elenco juvenil
| Actor/Actriz      | Personaje       |
| ----------------- | --------------- |
| Eva De Dominici   | Gala Redondo    |
| Justina Bustos    | Miranda Redondo |
| Augusto Schuster  | Nacho           |
| Thelma Fardín     | Renata          |
| Pablo Arias       | Ciro            |
| Rodrigo Raffeto   | Javier Pandolfo |
| Brian Evans       | Emiliano        |
| Francisco Donavan | Teo             |
| Gonzalo Decuadro  | Ramiro          |
| Chachi Telesco    | Violetta        |
| Ezequiel Rojo     | Matías          |
| Gabriel Segredo   | Lucas           |
| Julia Middleton   | Lucía           |
| Giselle Motta     | Clara           |
| Diego Viquez      | Federico        |
| Francisco Andrade | Manuel          |
| Luis Pazos        | León            |
| Jimena Sabaris    | Vicky           |
| Julieta Bartolomé | Martu           |

## Información general
Desde su estreno en Uruguay el 22 de agosto de 2011, "Dance!" tuvo un gran éxito entre los niños y adolescentes del país. Debido a esto, se lanzó el CD con los temas de la serie, interpretados por los actores del elenco, y ya fue Disco de Oro en Uruguay. Además, se presenta en el Teatro de Verano de Montevideo, el 4 de noviembre de 2011, en una única función.
El 24 de septiembre de 2012, la serie se estrenó en Italia (Rai 2) bajo el nombre de "Dance, la forza della passione" cosechando un rotundo fracaso, debido a que logró solo 1,6 puntos de rating, correspondientes a 150.000 espectadores.
Durante un tiempo se especuló sobre la producción de una segunda temporada. Sin embargo, se confirmó que Isabel Macedo no participaría de la misma, debido a la realización de nuevos proyectos, en su lugar designada Sabrina Garciarena. Finalmente, no se renovó a la serie.

## Estrenos internacionales
| País      | Fecha de estreno         | Emisora         | Título                         |
| --------- | ------------------------ | --------------- | ------------------------------ |
| Israel    | 2011                     | Arutz HaYeladim | דאנס!                          |
| Italia    | 24 de septiembre de 2012 | Rai 2           | Dance, la forza della passione |
| Chile     | 18 de junio de 2012      | Vía X           | Dance, la fuerza del Corazón   |
| Nicaragua | 10 de septiembre de 2012 | Canal 4         | Dance, la fuerza del Corazón   |
| Colombia  |                          | Señal Colombia  | Dance, la fuerza del Corazón   |
| Bolivia   | 28 de mayo de 2012       | ATB             | Dance, la fuerza del Corazón   |
| Portugal  | 1 de diciembre de 2012   | SIC             | Dance, a Força do Coração      |

## Banda sonora

### Lista de canciones
| Banda sonora | Banda sonora                    | Banda sonora                                                                   |
| Número       | Canción                         | Cantada por                                                                    |
| ------------ | ------------------------------- | ------------------------------------------------------------------------------ |
| 1.           | Dance!                          | Todo el Elenco                                                                 |
| 2.           | La fuerza del corazón           | Justina Bustos, Eva Quatrocci, Augusto Schuster y Francisco Donavan            |
| 3.           | Molestosa                       | Justina Bustos y Eva Quatrocci                                                 |
| 4.           | Soy así                         | Justina Bustos                                                                 |
| 5.           | Solo bailar y bailar            | Eva Quatrocci                                                                  |
| 6.           | El mundo gira en redondo        | Justina Bustos, Eva Quatrocci e Isabel Macedo                                  |
| 7.           | No importa lo que pase          | Justina Bustos, Eva Quatrocci, Augusto Schuster y Francisco Donavan            |
| 8.           | Tu eres el amor                 | Augusto Schuster                                                               |
| 9.           | Solo se que quiero amarte       | Justina Bustos                                                                 |
| 10.          | Amor Imposible                  | Eva Quatrocci y Augusto Schuster                                               |
| 11.          | Deseo estar contigo             | Justina Bustos y Francisco Donavan                                             |
| 12.          | Un nuevo tiempo                 | Chachi Telesco y Gonzalo Decuadro                                              |
| 13.          | Hacia delante                   | Justina Bustos, Eva Quatrocci, Augusto Schuster, Francisco Donavan y El elenco |
| 14.          | La fuerza del corazón (Karaoke) | -                                                                              |
| 15.          | Molestosa (Karaoke)             | -                                                                              |

## Premios y nominaciones

### Premios Iris al espectáculo
| Año  | Categoría     | Dirigido | Resultado | Fuente |
| ---- | ------------- | -------- | --------- | ------ |
| 2012 | Mejor ficción | Dance!   | Nominados | [ 12 ] |